# Gran Fondo 1919 (ciclismo)
La Gran Fondo-La Seicento 1919, settima edizione della corsa, si svolse il 19 agosto 1919 su un percorso di 662 km, con partenza da Trieste e arrivo a Torino. La vittoria fu appannaggio dell'italiano Alfredo Sivocci, che completò il percorso in 22h23'36", alla media di 29,562 km/h, precedendo il connazionale Carlo Galetti e il belga Marcel Buysse.
Sul traguardo di Torino 8 ciclisti portarono a termine la competizione; quest'edizione fu l'ultima della prima epoca: l'edizione successiva venne organizzata 22 anni dopo.

## Ordine d'arrivo (Top 8)
| Pos. | Corridore        | Squadra         | Tempo     |
| ---- | ---------------- | --------------- | --------- |
| 1    | Alfredo Sivocci  | Legnano-Pirelli | 22h23'36" |
| 2    | Carlo Galetti    | Legnano-Pirelli | ?         |
| 3    | Marcel Buysse    | Bianchi         | ?         |
| 4    | Ugo Agostoni     | Bianchi         | ?         |
| 5    | Giuseppe Santhià | Peugeot         | ?         |
| 6    | Lucien Buysse    | Bianchi         | ?         |
| 7    | Giovanni Cervi   | -               | ?         |
| 8    | Carlo Durando    | Verdi           | ?         |